# Prambon (Tugu)
Prambon is een bestuurslaag in het regentschap Trenggalek van de provincie Oost-Java, Indonesië. Prambon telt 7863 inwoners (volkstelling 2010).